# لي آن كيم
لي آن كيم (بالإنجليزية: Lee Ann Kim)‏ هي صحفية أمريكية، ولدت في 1970 في سول في كوريا الجنوبية.